# Кинезин
Кинезины — суперсемейство моторных белков эукариотических клеток. Кинезины двигаются по микротрубочкам, используя энергию гидролиза АТФ. Таким образом, кинезины — это тубулин-зависимые АТФазы. Кинезины участвуют в осуществлении различных клеточных функций и процессов, включая митоз, мейоз и везикулярный транспорт — транспорт мембранных пузырьков с грузом (карго), в том числе быстрый аксональный транспорт.
К данному суперсемейству относится не менее 14 белковых семейств, сходство между которыми заключается в основном в строении моторного домена. У дрожжей Saccharomyces cerevisiae 6 разных кинезинов, у нематоды Caenorhabditis elegans — 16, у человека — около 45.

## Структура

### Общая структура
Форма молекул белков этого семейства может быть разной, но типичный кинезин — димер, каждая половина которого состоит из тяжёлой и лёгкой цепи. Тяжёлая цепь образует глобулярную «головку» (двигательный домен) и соединена с помощью короткого шарнирного участка со «стеблем». «Стебли» двух тяжёлых цепей спирально закручены друг относительно друга и заканчиваются «хвостами», которые состоят из лёгких цепей. Груз прикрепляется к хвостовому участку, структура которого определяет тип переносимого груза.

### Двигательный домен
Глобулярная «головка» всех кинезинов имеет консервативную аминокислотную последовательность. На ней есть два центра связывания — один для тубулина микротрубочки, а второй для АТФ. Связывание и гидролиз АТФ (так же как и высвобождение АДФ) приводит к изменениям конформации сайта связывания тубулина и положения шарнирных участков по отношению к «головкам», что приводит к передвижению кинезина вдоль микротрубочки. Несколько других доменов головки обеспечивают взаимодействие между двумя сайтами связывания и между ними и шарнирными участками. Кинезин имеет структурное сходство с G-белками, которые гидролизуют ГТФ.

## Везикулярный транспорт
Кинезин перемещает вдоль микротрубочек мембранные пузырьки (везикулы) и другие органеллы (например, митохондрии), скорость броуновского движения которых была бы недостаточна для их транспорта из одной части клетки в другую. На каждый «шаг» головки при этом затрачивается энергия гидролиза одной молекулы АТФ. Ранее считалось, что энергия АТФ обеспечивает перемещение головки в нужном направлении. Теперь предполагается, что головка болтается случайным образом за счет диффузии, а энергия АТФ затрачивается на связывание с тубулином.

## Направление и скорость движения
Кинезины двигаются от минус-концов микротрубочек к плюс-концам, обычно перемещая груз от центра клетки к периферии. В аксонах такой транспорт называется антероградным. Транспорт в противоположном направлении осуществляют белки другого семейства — динеины (в аксонах это ретроградный транспорт). Скорость антероградного транспорта достигает 500 мм в сутки, скорость ретроградного транспорта обычно вдвое ниже. Максимальная скорость скольжения микротрубочек друг по другу, которую могут развивать динеины, тем не менее, намного выше: она составляет для динеинов около 14 мкм/с, а для кинезинов только около 2—3 мкм/с.

## Модели движения
Выдвигались две гипотезы о механизме движения. Согласно первой из них, головки «перешагивают» друг через друга, и «лидирующая» головка при каждом шаге сменяется. Согласно второй модели, лидирующая головка всё время одна и та же. Сейчас почти не подвергается сомнению справедливость первой модели.

## Кинезин и митоз
В последние годы выяснилось, что сборка и разборка микротрубочек, в том числе при формировании веретена деления, происходит при участии различных моторных белков, в том числе кинезинов. Вероятно, эти белки участвуют также в анафазе II, когда центриоли удаляются друг от друга за счёт скольжения цитоплазматических микротрубочек веретена деления.